# قطعنامه ۱۱۹ شورای امنیت
قطعنامه ۱۱۹ شورای امنیت سازمان ملل متحد که در تاریخ ۳۱ اکتبر ۱۹۵۶ تصویب شد، سندی بین‌المللی دربارهٔ شکایت توسط مصر علیه فرانسه و انگلستان است. این قطعنامه طی نشست ۷۵۱ام با ۷ موافق، ۲ مخالف و ۲ ممتنع تصویب شد.